# Het verhaal van de eerste dame
Het verhaal van de eerste dame is een verhaal binnen het grotere kaderverhaal uit de verhalencyclus Duizend-en-een-nacht.

## Verhaal
De oudste dame vertelt dat zij en de twee zwarte honden zussen van elkaar zijn. De boodschapster is een halfzus van haar en de portierster een vriendin. Van haar volle zussen is zij de jongste, van haar halfzussen is zij de oudste.
Als de vader en moeder van de drie volle zussen komt te overlijden, laten ze hen drieduizend dinar na. De twee oudste zussen trouwen. Samen met hun mannen gaan zij op handelsreis. Binnen vijf jaar jagen de echtgenoten hun hele erfenis er door. Beide zussen worden zonder pardon gedumpt en melden zich achtereenvolgens in armoedige staat bij hun jongste zus, die hen met liefde opvangt. Ondanks de raad van hun jongste zuster huwen de oudste twee nog een keer. Ook dit keer worden ze weer bedrogen. En ook dit keer worden ze door hun zus weer opgevangen.
Na drie jaar gaan de drie vrijgezelle dames op handelsreis. Als ze bij de eerste stad aankomen, blijkt die geheel en al versteend te zijn. Er is slechts een overlevende, van wie zij hoort dat Allah de inwoners van de stad strafte omdat zij zoroasters waren, 'vuuraanbidders'. Omdat hij van een oude vrouw de Islam had onderwezen gekregen, werd hij gespaard.
Onderweg naar huis verklaart de jongste zus haar liefde aan de jongeman. Groen van jaloezie werpen de twee oudste zussen hun jongste zus en haar geliefde in zee. De jongeman verdrinkt, maar de zus overleeft. Ze spoelt aan op de kust. Daar redt zij het leven van een slang. Deze blijkt een ifrieta te zijn en op de hoogte van de slechtheid van de twee oudste zussen. Zij betovert hen in twee zwarte honden en dwingt de jongste om hen elke nacht drie honderd zweepslagen te geven. Dit verhaal wordt voortgezet in het overkoepelende Het verhaal van de sjouwer en de drie vrouwen.

## Plaatsing binnen de verhalencyclus
Het verhaal van de eerste dame is het vierde subverhaal dat verteld wordt binnen Het verhaal van de sjouwer en de drie vrouwen, dat op zijn beurt binnen het grotere kaderverhaal (Het verhaal van Sjahriaar en zijn broer) uit de verhalencyclus Duizend-en-een-nacht wordt verteld.
Vorig verhaal (op dit verhaalniveau): Het verhaal van de derde derwisj.
Volgend verhaal (op dit verhaalniveau): Het verhaal van de tweede dame.
Zie ook: De verhalenstructuur van Duizend-en-een-nacht.

## Referentie
De voor deze samenvatting gebruikte vertaling en citaten is die van Richard van Leeuwen op basis van de Mahdi-tekst, en houdt de volgorde van de Boelaak-tekst aan.